# Velutinodorcus koreanus
Velutinodorcus koreanus là một loài bọ cánh cứng trong họ Lucanidae. Loài này được Jang & Kawai mô tả khoa học năm 2008.